# Jelgava (novads)
Jelgava est un novads de Lettonie, situé dans la région de Zemgale. La municipalité est formée par 16 pagasts : Cena, Eleja, Glūda, Jaunsvirlauka, Kalnciems, Lielplatone, Līvbērze, Ozolnieki, Platone, Salgale, Sesava, Svēte, Valgunde, Vilce, Vircava et Zaļenieki. Son centre administratif est la ville de Jelgava. En 2024, sa population est de 32 053 habitants.

## Histoire
Le peuplement du territoire du comté est connu depuis le IIe millénaire avant J.-C. Ce fut le lieu de Croisade livonienne, notamment marquée par la bataille de Garoza en 1287, qui fut un succès pour les Sémigaliens. Depuis la fin du XIIIe siècle, l'ensemble du territoire faisait partie de la commanderie livonienne de Jelgava (Komtur von Mitau), depuis 1566 - du Duché de Courlande, depuis 1795, il faisait partie de l'Empire russe et depuis 1797 - du gouvernement de Courlande.
En 2009, la première municipalité de Jelgava fut créée, en réunissant la ville de Kalnciems et ses faubourgs ainsi que plusieurs pagasts : Valgunde, Eleja, Jaunsvirlauka, Glūda, Platone, Lielplatone, Līvbērze, Sesava, Svēte, Vilce, Vircava, Zaļenieki, pour une superficie totale d'environ 1 317,9 km2
La réforme de l'organisation territoriale de la Lettonie du 1er juillet 2021 a créé l'actuel novads de Jelgava en ajoutant à son territoire la municipalité d'Ozolnieki.

## Nature
La partie nord du comté est située dans la plaine de sable de Riga des basses terres côtières, la partie sud est située dans la plaine de Zemgale. Les sols sont principalement constitués de carbonates de tourbe, podzoliques de tourbe, podzoliques typiques. Les forêts couvrent environ 28% du territoire. Ressources minérales : dolomite (Kalnciems), argile (Kalnciems, Tetele, Āne, Liberti), tourbe (les plus grandes tourbières sont les marécages Kaigu, Lielais Ķemeru tīrelis et Drabiņi).
Température moyenne : -5,5°C en janvier, +17°C en juillet. Les précipitations sont de 500 à 600 mm par an.
La municipalité est située dans le bassin versant de la Lielupe. Les plus grands cours d'eau sont Lielupe, Auce, Iecava, Īslīce, Misa, Svēte, Vircava. Il y a 9 lacs qui ont une superficie supérieure à 1 ha. Le réservoir de 32 ha a été créé sur la rivière Platone dans 
Platones pagasts. 
Sur le territoire de la municipalité se trouve une partie de l'aire protégée du lit majeur de Lielupe créée en 1999 et incluse dans le Réseau Natura 2000.
La plaine inondable de Svēte est une zone naturelle spécialement protégée (parc naturel) dans les paroisses de Līvbērze et Valgunde, située à la confluence des rivières Svēte et Lielupe. La zone protégée a été créée en 2004 en tant que parc naturel couvrant une superficie de 931 ha incluse dans le Réseau Natura 2000, un lieu important pour les oiseaux.
Créée en 2004, le parc naturel Vilce est une zone naturelle spécialement protégée incluse dans le Réseau Natura 2000. Il est situé dans la partie inférieure de la vallée de Vilce, à sa confluence avec la rivière Svēte. Sa superficie s'étend sur 144 ha.